# クリアウォーター郡 (アイダホ州)
クリアウォーター郡（英: Clearwater County）は、アメリカ合衆国アイダホ州の北中部に位置する郡である。2010年国勢調査での人口は8,761人である。郡庁所在地はオロフィノ（人口3,142人）であり、同郡で人口最大の都市でもある。

## 歴史
郡内にはクリアウォーター川の北支流が流れ、また本流と南支流の一部もかかっている。このクリアウォーター川と郡域南東隅にあるロロ峠は19世紀初めに敢行されたルイス・クラーク探検隊で有名になった。1805年に行われたこの探検隊はビタールート山脈を艱難辛苦して越えた後、9月半ばの暴風雪に遭い食料も乏しくなった時に、現在のウェイップ郊外にあるウェイップ・プレーリーでネズ・パース族インディアンと共にキャンプを張った。10月にキャンプ・カヌーでネズ・パース族の助けを借りて回復し、燃えてしまったカヌーを再度作り直した遠征隊は、クリアウォーター川、スネーク川およびコロンビア川を漕ぎ下り、1か月後に現在のオレゴン州アストリアで太平洋に達した。
1860年、エリアス・D・ピアースとウィルバー・F・バセットが、現在のアイダホ州ピアースの北1マイル (1.6 km) のオロフィノ・クリーク（キャナル・ガルチ）でアイダホでは初の金を発見した。

## 地理
アメリカ合衆国国勢調査局に拠れば、郡域全面積は2488.10平方マイル (6,444.2 km2)であり、このうち陸地は2461.40平方マイル (6,375.0 km2)、水域は26.70平方マイル (69.1 km2)で水域率は1.07％である。コロンビア川盆地中流域の中で広くうねりの多いプレーリーのような地形であるパルースの一部になっている。
郡内にはドワーシャック貯水池、ドワーシャック州立公園、ドワーシャック国立魚類孵化場、およびアメリカ合衆国では3番目に高いドワーシャック・ダムがある。オロフィノとピアースの間にはなだらかなボールド山スキー場がある。

### 隣接する郡
- ショショーニ郡 - 北
- レイタ郡 - 西
- ネズパース郡 - 西
- ルイス郡 - 南西
- アイダホ郡 - 南
- ミズーラ郡 (モンタナ州) - 東
- ミネラル郡 (モンタナ州) - 東

### 都市と町
- エルクリバー
- オロフィノ - 郡庁所在地
- ピアース
- ワイピー

### 国立保護地域
- カリブー・ターギー国立の森（部分）
- ネズパース国立歴史公園（部分）
- セントジョー国立の森（部分）

### スキー場
- ボールド山スキー場

### 高規格道路
- - アメリカ国道12号線
- - アイダホ州道7号線
- - アイダホ州道8号線
- - アイダホ州道11号線

## 政府とインフラ
アイダホ州矯正省がオロフィノにあるアイダホ州オロフィノ矯正施設を運営している。

## 人口動態
以下は2000年の国勢調査による人口統計データである。
| 基礎データ - 人口: 8,930人 - 世帯数: 3,456 世帯 - 家族数: 2,481 家族 - 人口密度: 1.5人/km2（3.6人/mi2） - 住居数: 4,144軒 - 住居密度: 1軒/km2（2/mi2） 人種別人口構成 - 白人: 94.82% - アフリカン・アメリカン: 0.15% - ネイティブ・アメリカン: 2.03% - アジア人: 0.37% - 太平洋諸島系: 0.05% - その他の人種: 0.63% - 混血: 1.96% - ヒスパニック・ラテン系: 1.85% 先祖による構成 - ドイツ系：20.4％ - イギリス系：13.5％ - アイルランド系：8.7％ - アメリカ人：7.8％ - ノルウェー系：5.9％ | 年齢別人口構成 - 18歳未満: 23.0% - 18-24歳: 5.9% - 25-44歳: 26.3% - 45-64歳: 29.2% - 65歳以上: 15.6% - 年齢の中央値: 42歳 - 性比（女性100人あたり男性の人口） - 総人口: 113.4 - 18歳以上: 115.9 世帯と家族（対世帯数） - 18歳未満の子供がいる: 28.9% - 結婚・同居している夫婦: 60.5% - 未婚・離婚・死別女性が世帯主: 6.9% - 非家族世帯: 28.2% - 単身世帯: 24.0% - 65歳以上の老人1人暮らし: 10.0% - 平均構成人数 - 世帯: 2.41人 - 家族: 2.84人 収入と家計 - 収入の中央値 - 世帯: 32,071米ドル - 家族: 37,259米ドル - 性別 - 男性: 31,426米ドル - 女性: 21,694米ドル - 人口1人あたり収入: 15,463米ドル - 貧困線以下 - 対人口: 13.5% - 対家族数: 9.7% - 18歳未満: 18.9% - 65歳以上: 8.2% |